# Кристапс Јаниченокс
Кристапс Јаниченокс (лет. Kristaps Janičenoks; Рига, 14. март 1983) је летонски кошаркаш. Игра на позицијама бека и крила, а тренутно наступа за ВЕФ Ригу.

## Биографија
У родној Летонији наступао је за најбоље тимове ВЕФ Ригу и Вентспилс.
За сениорску репрезентацију Летоније наступао је на Европским првенствима 2005, 2007, 2013, 2015. и 2017. године.

## Успеси

### Клупски
- ВЕФ Рига:
  - Првенство Летоније (3): 2010/11, 2011/12, 2012/13.

- Лијеж:
  - Куп Белгије (1): 2004.

### Појединачни
- Најкориснији играч плеј-офа Првенства Летоније (1): 2011/12.